# Máximo Mosquera
Máximo Mosquera Zegarra (Chincha Alta, 8 de enero de 1926-Lima, 27 de julio de 2016) fue un futbolista peruano que jugaba de delantero y fue parte de la selección peruana de fútbol.

## Trayectoria
Máximo Mosquera inicialmente fue jugador del Deportivo Arica, de Breña, el club que lo dio a conocer. En el mismo club, también participó su medio hermano Nemesio Mosquera, también fue hermano del destacado delantero Alfredo Mosquera.
Posteriormente, militó en las categorías inferiores del Deportivo Municipal haciendo su debut con el primer equipo el 12 de octubre de 1943 en un partido contra Sport Boys en el que anotaría 2 tantos. Es uno de los ídolos máximos del cuadro edil formando el recordado trío llamado los Tres Gatitos con Tito Drago y «Caricho» Guzmán. 
En 1948 participa con el Deportivo Municipal en el Campeonato Sudamericano de Campeones realizado en Chile. El equipo, a pesar de perder los primeros tres encuentros ante las potencias continentales (Vasco da Gama, River Plate y Nacional), se dio el gusto de vencer con autoridad a Colo-Colo, Emelec y Litoral, de Bolivia, alcanzando el cuarto puesto. El desempeño de Mosquera en el torneo fue magnífico, anotando cuatro goles
En 1949 viaja a Colombia para fichar por el Deportivo Cali, en el que permaneció dos temporadas, donde fue parte del famoso Rodillo Negro al lado de Guillermo Barbadillo y Valeriano López. Tras estos dos años en el país vecino, Mosquera regresaba a Perú en 1951 para jugar de nuevo por el Deportivo Municipal. 
En el año siguiente, fue contratado para fichar por el popular Alianza Lima, en donde forma parte de la famosa delantera Félix Castillo, Guillermo Barbadillo, Valeriano López, Vides y Óscar Gómez Sánchez. Fueron 4 años en el equipo íntimo, en los que especialmente exitosos fueron los dos últimos, 1954 y 1955, en los que su equipo se coronó campeón del campeonato profesional peruano. Además, esa última temporada, fue el máximo artillero de la competición con once dianas. Era la cúspide de su carrera. 
En 1956 anclaría en el reciente club fundado de Sporting Cristal, del Rímac, y obtiene el campeonato nacional, donde anota diez goles. Juega en el cuadro del Rimac hasta el año 1959 y retorna a Alianza Lima en 1960.
En 1961 viaja a España a jugar en el Atlético Baleares y el Cádiz CF, donde se retiraría a los treinta y ocho años de edad.

### Etapa y anécdota en Cádiz
A Mosquera, tal fue la pasión que le demostró la afición gaditana que sus goles fueron cantados en las coplas de carnaval. En las Fiestas Típicas Gaditanas de 1963, la comparsa de Enrique Villegas, Los Dandys Negros, cantaba el pegadizo estribillo: «Mosquera, Mosquera, métete otro gol que vamos a primera..., Mosqueeeeera..., a primera división, ja, ja, ja, ja, ja».
En los primeros meses del campeonato se encontraba muy a gusto en Cádiz, alababa el clima de la ciudad indicando que era un clima sabroso, parecido al de su tierra. Pero en el transcurrir de la liga no pudo jugar muchos partidos. La llegada del invierno, con sus fríos, le afectó una enormidad. En los entrenamientos casi siempre utilizaba guantes, porque decía que no podía resistir el frío en las manos. Aunque el autobús llevara calefacción, viajaba siempre con abrigo y bufanda. Mosquera necesitaba calor para jugar bien, y con la llegada del crudo invierno se vino abajo de forma clamorosa y ya no pudo remontar el vuelo. Tenía contrato por dos temporadas, pero en julio de 1963 rescindió su contrato con el club, y se fue de la misma forma silenciosa y humilde con la que llegó, pero dejando una indudable estela de simpatía en la afición gaditana y llevándose para Perú una hija gaditana que sería su mejor recuerdo de esta ciudad. El peruano fue una figura popular y querida en su fugaz estancia en el equipo gaditano.

## Director técnico
En 1973 dirigió al Porvenir Miraflores en la Liga de Balnearios.
Asimismo, trabajó desde los años ochenta como comentarista deportivo en Radio Ovación.

## Selección peruana
Vides fue seleccionado nacional desde 1947 hasta 1957, siendo el peruano con más presencias en la Copa América y el cuarto futbolista en la historia, después de Livingstone, Zizinho y Ugarte. También participó en las eliminatorias para el Mundial de Suecia 1958. 

### Participaciones en Copa América
| Copa América                 | Sede    | Resultado     |
| ---------------------------- | ------- | ------------- |
| Campeonato Sudamericano 1947 | Ecuador | Quinto puesto |
| Campeonato Sudamericano 1955 | Chile   | Tercer puesto |
| Campeonato Sudamericano 1956 | Uruguay | Sexto puesto  |
| Campeonato Sudamericano 1957 | Perú    | Cuarto puesto |

## Estadísticas
| Equipo              | País              | Periodo   | Partidos  | Goles     | Promedio  |
| ------------------- | ----------------- | --------- | --------- | --------- | --------- |
| Deportivo Arica     | Perú              | 1942      | 8         | 9         | 1,14      |
| Deportivo Municipal | Perú              | 1943-1948 | 74        | 37        | 0,52      |
| Deportivo Cali      | Colombia          | 1949-1950 | 31        | 15        | 0,48      |
| Deportivo Municipal | Perú              | 1951      | 14        | 10        | 0,42      |
| Alianza Lima        | Perú              | 1952      | 5         | 2         | 0,40      |
| Universidad Central | Venezuela         | 1953      | Sin datos | Sin datos | Sin datos |
| Alianza Lima        | Perú              | 1954-1955 | 33        | 19        | 0,57      |
| Sporting Cristal    | Perú              | 1956-1959 | 46        | 18        | 0,40      |
| Alianza Lima        | Perú              | 1960      | 13        | 6         | 0,45      |
| Atlético Baleares   | España            | 1961-1962 | 20        | 10        | 0,50      |
| Cádiz CF            | España            | 1962-1963 | 20        | 9         | 0,41      |
| Selección peruana   | Selección peruana | 1947-1957 | 31        | 9         | 0,26      |
| Total               | Total             | 1942-1963 | 296       | 144       | 0,68      |

## Palmarés

### Campeonatos nacionales
| Título                    | Club                | País | Año  |
| ------------------------- | ------------------- | ---- | ---- |
| Primera división del Perú | Deportivo Municipal | Perú | 1943 |
| Primera división del Perú | Alianza Lima        | Perú | 1952 |
| Primera división del Perú | Alianza Lima        | Perú | 1954 |
| Primera división del Perú | Alianza Lima        | Perú | 1955 |
| Primera división del Perú | Sporting Cristal    | Perú | 1956 |

### Distinciones individuales
| Distinción                               | Año  |
| ---------------------------------------- | ---- |
| Goleador de la primera división del Perú | 1955 |